# Centilitro
El centilitro es una unidad de medida de volumen equivalente a la centésima parte de un litro. Equivale a 10 centímetros cúbicos y es el segundo submúltiplo del litro.
Equivalencias:
- 10 mililitros
- 0,1 decilitros
- 0,01 litros
- 0,001 decalitros
- 0,0001 hectolitros
- 0,00001 kilolitros